# Chris Martin
Christopher Anthony John »Chris« Martin, angleški pevec, tekstopisec in glasbenik, * 2. marec 1977, Exeter, Devon, Anglija.
Je frontman skupine Coldplay. Poročen je bil z igralko Gwyneth Paltrow. Rojen je bil v Exeteru in je najstarejši od petih otrok. Med študijem je spoznal ostale člane skupine (Jonny Buckland, Will Champion in Guy Berryman) ter z njimi leta 1998 ustanovil skupino, ki je dosegla svetovno slavo že s prvim albumom, Parachutes (2000). Poleg tega sodeluje kot vokalist ali tekstopisec z različnimi drugimi glasbeniki. Zaigral je tudi v filmih Shaun of the Dead in Brüno.

## Osebno življenje
Martin je spoznal ženo Gwyneth Paltrow leta 2002 v zaodrju na koncertu skupine Coldplay. Poročila sta se leto zatem, 5. decembra 2003. Naslednjega leta sta dobila hčerko Apple Blythe Alison Martin. Njun drugi otrok, Moses Bruce Anthony Martin, je bil rojen leta 2006 v New Yorku.
Martin je vegan, ukvarja se z jogo, ne kadi in ne pije. Ko so ga v nekem intervjuju vprašali, ali verjame v boga, se je označil za teista, ki veruje v vse, oz. s svojo besedo »alltheista«.